# Fontheyo-Bodufushi
Fontheyo-Bodufushi is een van de onbewoonde eilanden van het Vaavu-atol behorende tot de Maldiven.